# Lamina ulva
Lamina ulva là một loài nhện trong họ Toxopidae.
Loài này thuộc chi Lamina. Lamina ulva được miêu tả năm 1970 bởi Raymond Robert Forster.